# Panchala
Il Panchala (sanscrito: पांचाल) è un'antica regione e regno del nord dell'India, che corrisponde all'area geografica compresa tra i fiumi Gange e Yamuna, nell'alta pianura indo-gangetica. Comprende parte dei moderni Stati dell'Uttarakhand e Uttar Pradesh. 
In epoca antica, fu sede di una confederazione, i Panchala, e nel VI secolo a.C. fu uno dei solasa (sedici) mahajanapada.